# Marco Delvecchio
Marco Delvecchio (Milaan, 7 april 1973) is een Italiaans voormalig voetballer.
Delvecchio speelde het grootste deel van zijn loopbaan bij AS Roma. Met die club won hij in het seizoen 2000/01 de landstitel. Delvecchio kwam in de periode 1998-2004 ook uit voor de Italiaanse nationale ploeg. Daarvoor speelde hij 22 wedstrijden, waarin hij viermaal scoorde. Hij maakte zijn debuut op 16 december 1998, toen de Azzurri ter gelegenheid van het honderdjarige bestaan van de Federazione Italiana Giuoco Calcio een vriendschappelijke wedstrijd speelde tegen een FIFA-wereldelftal. Hij viel in de rust in voor Filippo Inzaghi (Juventus FC). Italië won de jubileumwedstrijd in het Olympisch Stadion met 6-2 door treffers van achtereenvolgens Filippo Inzaghi, Eusebio Di Francesco, Diego Fuser en Enrico Chiesa (3). Voor het wereldelftal scoorden Gabriel Batistuta en George Weah.
Delvecchio vertegenwoordigde zijn vaderland eveneens op de Olympische Spelen 1996 in Atlanta, waar de Italiaanse olympische selectie onder leiding van bondscoach Cesare Maldini al in de groepsronde werd uitgeschakeld.

## Erelijst
AS Roma
- Serie A

2001